# Echipa națională de rugby a României
Echipa națională de rugby a României, supranumită Stejarii , este reprezentativa României în competițiile internaționale de rugby. Echipa națională participă cu regularitate la competiții precum Cupa Mondială de Rugby și Cupa Europeană a Națiunilor. Forul conducător al rugbyului românesc este Federația Română de Rugby. Echipamentul tradițional al echipei naționale este format din tricouri galbene, șorturi albastre, jambiere roșii.
Franța a jucat un prim meci test împotriva României în anul 1924, într-o tentativă de a crea un rival la Turneul celor 5 Națiuni. Cele mai bune momente pentru echipa națională de rugby au fost în anii ’80 ai secolului trecut, când se obțineau victorii răsunătoare împotriva Țării Galilor (de două ori), Scoției (echipă care în 1984 câștiga Marele Șlem) și Franței (de două ori). În 1981, echipa națională pierdea în fața All Blacks cu 14-6, în urma unei meci în care românii au marcat două eseuri nevalidate de arbitri. În acea perioadă se vorbea despre includerea Stejarilor în competiții majore, cum era aceea a Turneului celor 5 Națiuni. Au existat chiar zvonuri că românii au fost invitați, dar ar fi refuzat să participe datorită faptului că această competiție avea loc iarna. Ulterior, odată cu deteriorarea situației politice și economice a României, rugbyul românesc a avut de suferit. 
România a participat la primele opt ediții ale Cupei Mondiale, de la înființarea acestei competiții în anul 1987, dar nu a obținut mai mult de o singură victorie în fiecare turneu, nereușind să treacă de faza grupelor. Seria a fost întreruptă la ediția din 2019 la care România - deși obținuse pe teren calificarea - a fost descalificata din cauză că a fost folosit un jucător naturalizat, dar neeligibil. Stejarii au revenit însă la turneul final la ediția din 2023, unde - deși nu reușiseră să se califice pe teren - au beneficiat de o eroare a Spaniei. Care a folosit un rugbist neeligibil într-un meci de calificare câștigat si pierdut ulterior la masa verde. 
În Europa, rivala Stejarilor este Georgia, cu care își dispută de regulă victoria în Cupa Europeană a Națiunilor, dar și Portugalia, care a reușit să obțină o victorie în această competiție. La Cupa Mondială din 2011 România a jucat în grupa B, alături de Anglia, Argentina, Scoția și Georgia, iar la cea din 2015 a jucat în grupa D, alături de Irlanda, Franța, Italia și Canada.

## Istorie

### Începuturi
Jocul de rugby a fost introdus în România de studenți reveniți de la studii făcute la Paris, care au înființat cluburi cum au fost Stadiul Român, începând cu anul 1913. Ulterior, s-au înființat 17 alte echipe în București. 
În 1919, Comitetul Olimpic Român solicită Comitetului Olimpic Internațional reintroducerea rugbyului ca probă olimpică. Această propunere este într-un final adoptată, C.O.R. fiind anunțat printr-o adresă din data de 21 noiembrie 1919. Dar, din lipsa fondurilor, sportivii români nu au putut participa la ediția de la Anvers a Jocurilor Olimpice.
Primul meci internațional al Stejarilor s-a jucat în 1919, împotriva SUA. România a fost una dintre cele trei echipe participante la Jocurile Olimpice de vară din 1924, pierzând ambele meciuri jucate, împotriva Franței (cu 59-3) și a SUA (cu 39-0). România a terminat astfel pe locul 3, obținând medalia de bronz, prima din istoria participării sportivilor români la Jocurile Olimpice.  Federația Română de Rugby s-a înființat în 1931, iar în anul 1939 s-a înființat la Brașov, la fabrica de avioane, prima echipă de club din afara Bucureștiului.

### Perioada de după Al Doilea Război Mondial
Regimul comunist a utilizat rugbyul, precum alte sporturi, ca un instrument de propagandă în timpul războiului rece cu țările occidentale. Fiecare succes internațional era prezentat ca un efect direct al superiorității ideologiei comuniste. Resursele financiare existente erau dirijate către pregătirea echipei naționale, în detrimentul dezvoltării rugbyului la nivel de masă. Cei mai valoroși jucători erau înrolați în Armată sau în Miliție,  evoluând pentru cluburile Steaua și Dinamo. 
Generația de antrenori educați la școala franceză de rugby, activi în anii ’40 și ’50 au creat un sistem care a dus la succesele echipei naționale din anii 1960, ’70 și prima parte a anilor ’80. În această perioadă, românii au început să concureze de la egal la egal cu națiunile majore în rugby. În 1960 s-a obținut prima victorie împotriva Franței, iar în anul 1976 a acut loc un turneu în Noua Zeelandă. Posibilitatea de a juca împotriva țărilor celor mai bune în acest sport, a ajutat la dezvoltarea rugbyului în România; rugbiștii românii au căpătat un stil specific de joc, construit în jurul unor puternice pachete de înaintare. Forța reală a Stejarilor a fost demonstrată în 1979 într-un meci test împotriva Țării Galilor, la Cardiff: românii au condus până în clipele finale ale jocului, când numai un drop-gol de ultim moment al galezilor a făcut ca aceștia  să învingă la limită, cu 13-12. Anul următor, România învingea clar Franța la București, cu 15-0 și obținea un rezultat egal, 13-13, împotriva Irlandei. 
În anii 1980, în țară existau mai mult de 12.000 de jucători, activând în 110 cluburi. Țările britanice au introdus în palmares meciurile împotriva României începând cu anul 1983. În noiembrie în acel an, Țara Galilor era înfrântă categoric la București, cu 24-6; în 1984 a venit o victorie asupra Scoției, iar în 1988 s-a obținut prima victorie în deplasare împotriva unei echipe participante la Turneul celor 5 Națiuni, respectiv 15-9 în fața Țării Galilor.
La prima ediție a Campionatului Mondial, ținută în Australia și Noua Zeelandă în 1987, România a învins Zimbabwe.

### După căderea comunismului
Odată cu deteriorarea situației politice și economice interne în anii 1990, finanțarea rugbyului a avut de suferit. O serie de jucători de valoare au murit în timpul Revoluției din 1989, printre care căpitanul echipei naționale, Florică Murariu, jucător cu peste 70 de selecții, care era ofițer al Armatei.
Inițial, Stejarii au continuat să dea semne de vigoare. În 1990, s-a înregistrat singura victorie obținută împotriva Franței în deplasare (12-6, la Auch). În anul următor, Scoția a fost învinsă cu 18-12. La Campionatul Mondial din 1991, România a învins Fiji cu 17-15, iar la Cupa Mondială  din 1995 au rezistat onorabil în fața țării gazdă, Africa de Sud, înclinându-se cu 21-8.
Trecerea la profesionism care a urmat îndată după acest campionat mondial a marcat însă un declin accentuat pentru Stejari. Numărul jucătorilor legitimați a scăzut dramatic, cu circa 75%, în țară rămânând mai puțin de 30 de cluburi, care beneficiază de condiții precare. În ciuda condițiilor grele și a unui decalaj din ce în ce mai mare față de forțele rugbyului mondial, s-a reușit totuși să se mențină un nivel onorabil al reprezentărilor internaționale. Astfel, la Cupa Mondială  din 1999, România a învins SUA cu 27-25.

### Anii 2000
În anul 2000, Romania a câștigat clar prima Cupă Europeană a Națiunilor, după ce a înregistrat patru victorii din patru meciuri. Anul 2001 a fost însă mai puțin reușit. Georgia a câștigat CEN, după o victorie cu 31-20 la București, iar într-un meci test jucat împotriva Angliei s-a înregistrat un nedorit record negativ: meciul a fost pierdut cu  134-0! Cei mai buni jucători români nu au putut participa însă la acest meci, pentru că echipele lor de club au refuzat să le plătească salariile pe durata deplasării în Anglia. Prima pentru sportivii români a fost de £30 pe zi, în timp ce englezii au beneficiat de o primă de joc de £6,000.

România înfruntă Irlanda în anul 2005

În ianuarie 2002, Bernard Charreyre a fost numit antrenor principal al echipei naționale, el urmând a fi plătit de Federația Franceză de Rugby. Sub conducerea lui Charreyre (supranumit de Stejari 'Micul Napoleon'), declinul a fost stopat și echipa a început o perioadă de lentă ascensiune. Odată cu schimbarea formatului CEN, România a început anul 2002 în urma Georgiei, datorită includerii rezultatelor pe anul 2001. Băieții au reușit însă să câștige toate cele cinci jocuri rămase, inclusiv o victorie dramatică, 31-23, la Tbilisi, reușind câștigarea trofeului.  
Echipa României s-a calificat la Cupa Mondială de Rugby din 2003, unde au câștigat în fața Namibiei, dar au pierdut onorabil în fața Irlandei (45-17), iar apoi în fața Australiei (90-8) și Argentinei (50-3). Charreyre a fost înlocuit după Cupa Mondială de Rugby, datorită faptului că Federația Română de Rugby nu a fost satisfăcută de rezultatele obținute. Au urmat trei alți antrenori francezi: Phillipe Sauton (o perioadă scurtă), Robert Antonin (ca antrenor ad interim) și apoi Daniel Santamans, care a făcut echipă cu Robert Antonin. 
În sezonul 2003 – 2004 al CEN, Portugalia a furnizat o mare surpriză, învingând România cu 16-15 la Lisabona, instalându-se în fruntea clasamentului la jumătatea competiției. În al doilea sezon al întrecerii, România a părut că reface terenul pierdut, luându-și revanșa în mod clar în fața Portugaliei (36-6 la Constanța), dar a pierdut în fața Rusiei cu 24-33, la Krasnodar, după acel meci lansându-se acuzații în sensul că jucătorii români ar fi fost drogați. Apoi, Portugalia a reușit să învingă în ultimul moment Rusia, cu 19-18 la Lisabona. În 2004, România a câștigat la limită, cu 25-24, în fața Italiei, ceea ce reprezintă singura victorie recentă împotriva unei echipe participante la Turneul celor 6 Națiuni. 
Ediția 2005 – 2006 a CEN a fost câștigată de România, aflată la egalitate de puncte cu Georgia. Echipa națională s-a calificat la Cupa Mondială de Rugby din 2007, învingând Georgia și Spania.
La ediția din 2007 a Cupei Mondiale la Rugby, România a terminat pe penultimul loc în grupa C, după ce a învins Portugalia (14-10), a pierdut la limită cu Italia (24-18) și a fost învinsă fără drept de replică de Scoția (42-0) și Noua Zeelandă (85-8).
Cluburile sportive din România au secțiuni pentru juniori și copii. Federația Română de Rugby și Asociația Municipală de Rugby București - AMRB - organizează periodic competiții pentru copiii înscriși la rugby. Una dintre cele mai active echipe este cea a Clubului Steaua.

## Galerie

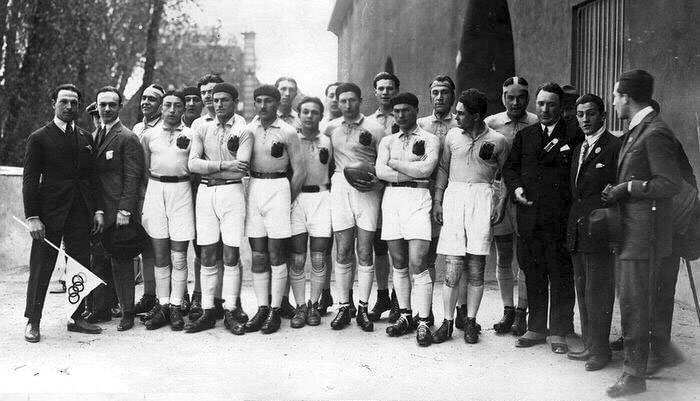
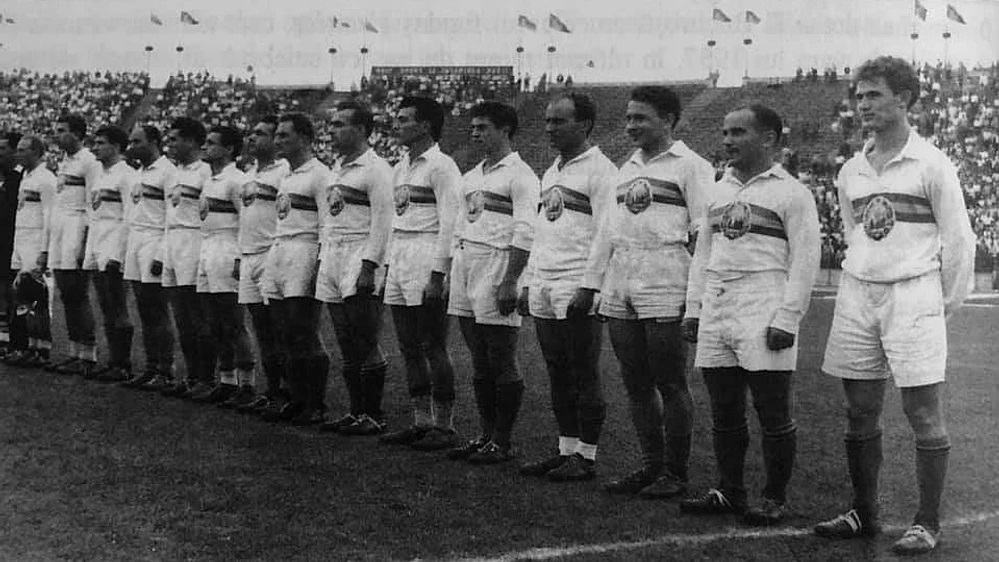
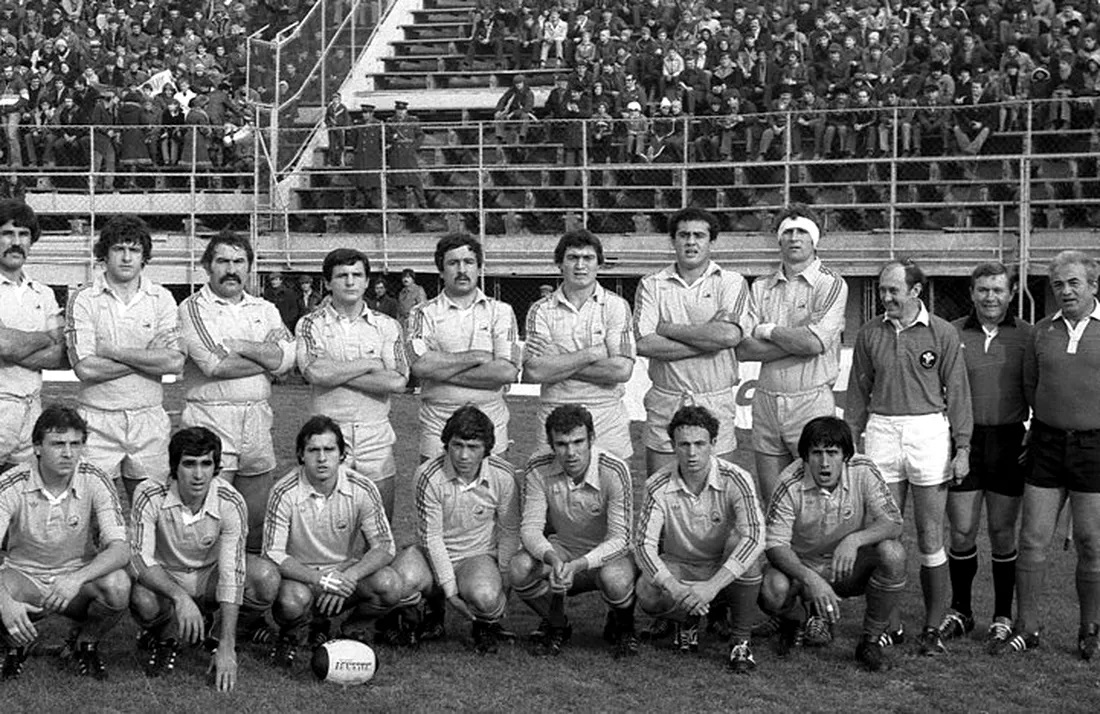
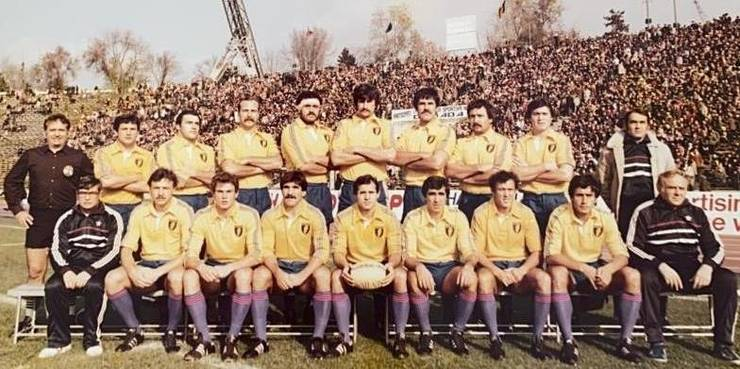
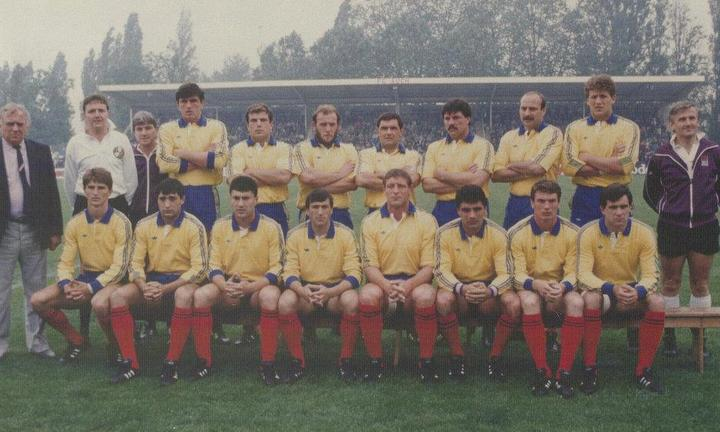
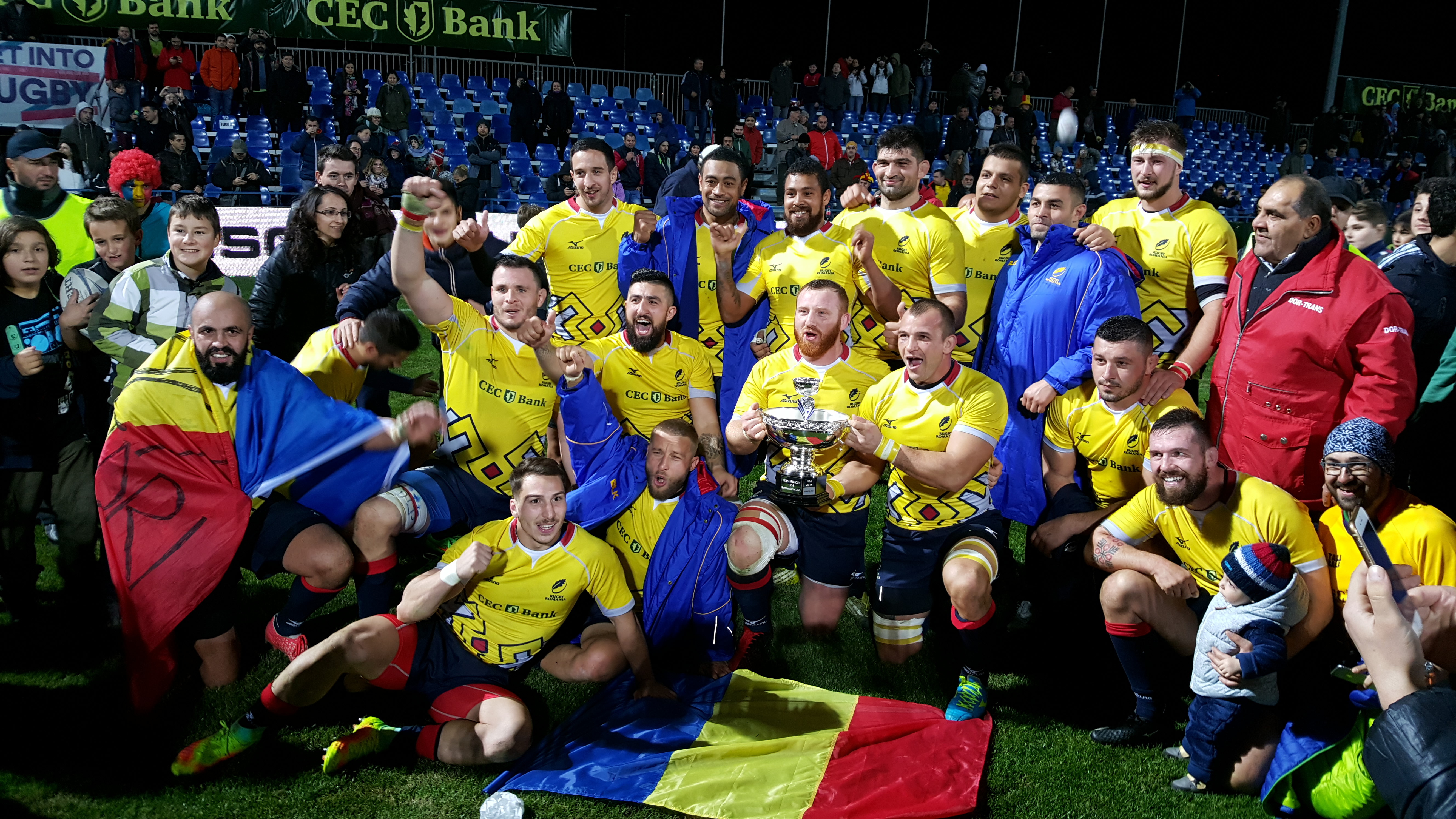

## Palmares

### Cupa Europeană a Națiunilor
| An(i)   | J  | V | E | Î | +/-     | Pct | Loc |
| ------- | -- | - | - | - | ------- | --- | --- |
| 2000    | 4  | 4 | 0 | 0 | 120-39  | 12  | 1   |
| 2001    | 5  | 4 | 0 | 1 | 152-143 | 13  | 2   |
| 2001-02 | 10 | 9 | 0 | 1 | 373-148 | 28  | 1   |
| 2003-04 | 10 | 8 | 0 | 2 | 320-123 | 26  | 2   |
| 2005-06 | 10 | 8 | 0 | 2 | 294     | 26  | 1   |

### Cupa Mondială

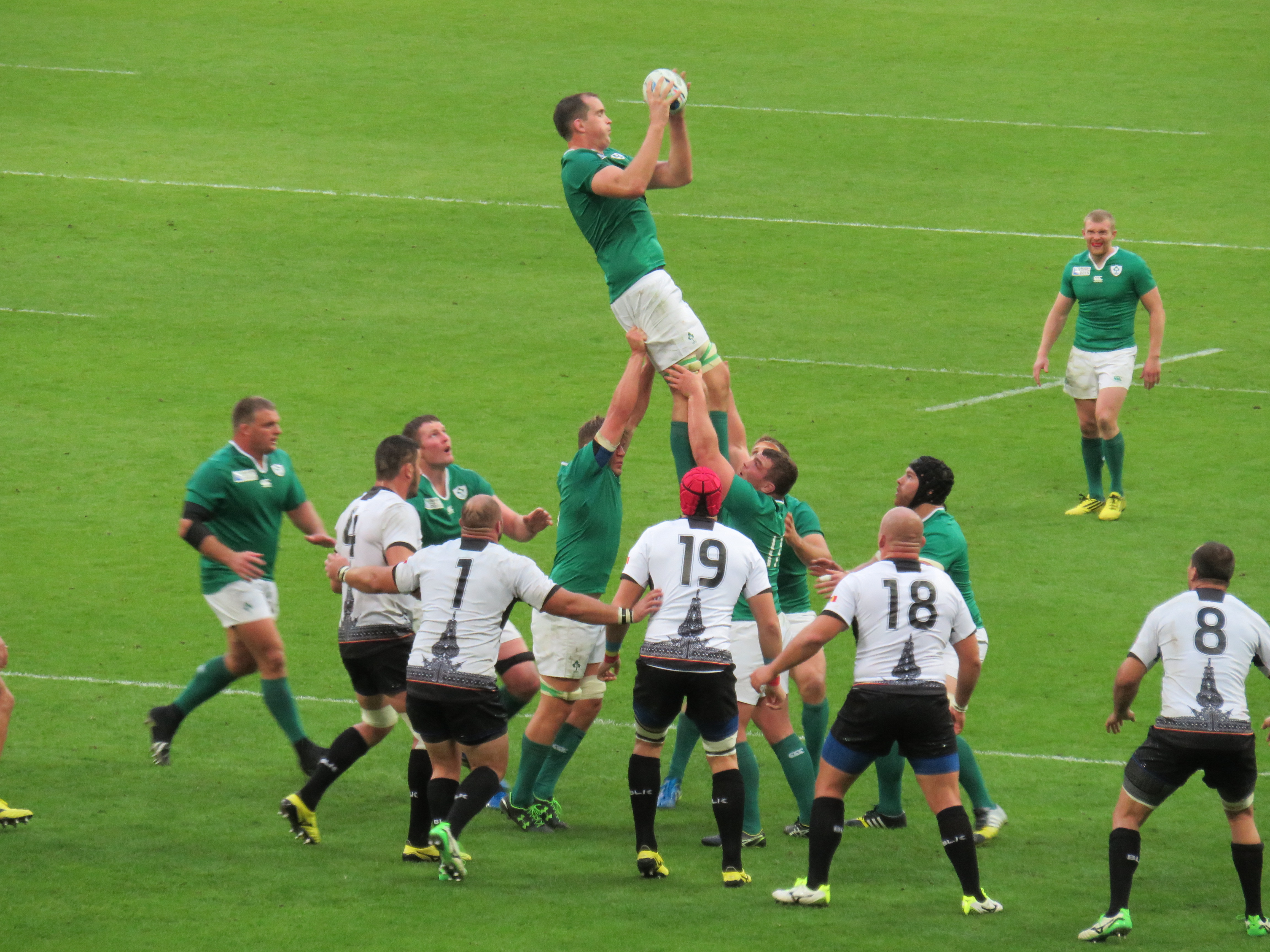
România (în tricou alb) înfruntă Irlanda în Cupa Mondială de Rugby din 2015

| An   | Rezultate                                   |
| ---- | ------------------------------------------- |
| 1987 | Invitată. O victorie în faza grupelor.      |
| 1991 | Calificată. O victorie în faza grupelor.    |
| 1995 | Calificată. Fără victorie în faza grupelor. |
| 1999 | Calificată. O victorie în faza grupelor.    |
| 2003 | Calificată. O victorie în faza grupelor.    |
| 2007 | Calificată. O victorie în faza grupelor.    |
| 2011 | Calificată. Fără victorie în faza grupelor. |
| 2015 | Calificată. O victorie în faza grupelor.    |
| 2019 | Necalificată.                               |
| 2023 | Calificată.                                 |

## Jucători

### Lotul actual
Lotul de 33 de jucători selecționați de Eugen Apjok pentru Cupa Mondială de Rugby din 2023.
| Poz.                   | Jucător            | Data nașterii (Vârsta)         | Selecții | Club                           |
| ---------------------- | ------------------ | ------------------------------ | -------- | ------------------------------ |
| Taloner                | Florin Bărdașu     | 23 septembrie 1991 (33 de ani) | 10       | Steaua București               |
| Taloner                | Ovidiu Cojocaru    | 19 noiembrie 1996 (28 de ani)  | 31       | Dinamo București               |
| Taloner                | Robert Irimescu    | 1 martie 1996 (29 de ani)      | 4        | Știința Baia Mare              |
| Pilier                 | Costel Burțilă     | 14 iulie 1991 (34 de ani)      | 13       | Hyères Carqueiranne            |
| Pilier                 | Thomas Crețu       | 5 martie 2002 (23 de ani)      | 5        | Aurillac                       |
| Pilier                 | Gheorghe Gajion    | 13 noiembrie 1992 (32 de ani)  | 8        | Stade Montois                  |
| Pilier                 | Alexandru Gordaș   | 11 mai 1994 (31 de ani)        | 34       | Dinamo București               |
| Pilier                 | Iulian Harțig      | 11 octombrie 1998 (26 de ani)  | 8        | Bassin d'Arcachon              |
| Pilier                 | Alexandru Savin    | 12 februarie 1995 (30 de ani)  | 24       | Steaua București               |
| Linia a II-a           | Ștefan Iancu       | 1 iulie 1998 (27 de ani)       | 4        | Știința Baia Mare              |
| Linia a II-a           | Marius Iftimiciuc  | 13 august 1997 (27 de ani)     | 22       | Carcassonne                    |
| Linia a II-a           | Adrian Moțoc       | 11 iulie 1996 (29 de ani)      | 26       | Biarritz                       |
| Linia a III-a          | Cristi Boboc       | 9 octombrie 1995 (29 de ani)   | 8        | Steaua București               |
| Linia a III-a          | Cristi Chirică (c) | 9 aprilie 1997 (28 de ani)     | 33       | Dinamo București               |
| Linia a III-a          | André Gorin        | 30 noiembrie 1987 (37 de ani)  | 31       | RC Hyères Carqueiranne La Crau |
| Linia a III-a          | Vlad Neculau       | 1 iulie 1998 (27 de ani)       | 13       | Timișoara                      |
| Linia a III-a          | Florian Roșu       | 20 aprilie 1993 (32 de ani)    | 13       | Știința Baia Mare              |
| Linia a III-a          | Dragoș Ser         | 4 martie 1999 (26 de ani)      | 14       | Steaua București               |
| Linia a III-a          | Damian Strătilă    | 28 iulie 1996 (29 de ani)      | 5        | Steaua București               |
| Mijlocaș la grămadă    | Alin Conache       | 7 mai 2002 (23 de ani)         | 4        | Timișoara                      |
| Mijlocaș la grămadă    | Gabriel Rupanu     | 28 septembrie 1997 (27 de ani) | 21       | Timișoara                      |
| Mijlocaș la grămadă    | Florin Surugiu     | 10 decembrie 1984 (40 de ani)  | 102      | Steaua București               |
| Mijlocaș la grămadă    | Sioeli Lama        | 12 octombrie 1995 (29 de ani)  | 6        | Steaua București               |
| Mijlocaș la deschidere | Tudor Boldor       | 29 noiembrie 1997 (27 de ani)  | 15       | Dinamo București               |
| Mijlocaș la deschidere | Gabriel Pop        | 29 martie 1998 (27 de ani)     | 4        | Dinamo București               |
| Centru                 | Taylor Gontineac   | 16 iulie 2000 (25 de ani)      | 10       | Rouen                          |
| Centru                 | Tevita Manumua     | 12 februarie 1993 (32 de ani)  | 1        | Timișoara                      |
| Centru                 | Jason Tomane       | 4 martie 1995 (30 de ani)      | 13       | Știința Baia Mare              |
| Aripă de treisferturi  | Tangimana Fonovai  | 25 octombrie 1989 (35 de ani)  | 22       | Steaua București               |
| Aripa de treisferturi  | Nicolas Onuțu      | 27 decembrie 1995 (29 de ani)  | 27       | Annonay                        |
| Aripa de treisferturi  | Marius Simionescu  | 5 septembrie 1997 (27 de ani)  | 29       | Timișoara                      |
| Aripa de treisferturi  | Taliaʻuli Sikuea   | 14 iulie 1995 (30 de ani)      | 1        | Știința Baia Mare              |
| Fundaș                 | Hinckley Vaovasa   | 24 septembrie 1998 (26 de ani) | 17       | Steaua București               |

Numărul selecțiilor a fost actualizat pe 17 august 2023.

### Jucători importanți
- Gheorghe Dumitru (căpitan selecționata mondială)
- Petru Bălan
- Gabriel Brezoianu
- Paul Ciobanelu (titular 1961-1972; căpitan 1969-1972)
- Enciu Stoica
- Hari Dumitras
- Romeo Gontineac
- Adrian Lungu
- Valentin Maftei
- Alexandru Manta
- Răzvan Mavrodin
- Viorel Morariu
- Florică Murariu
- Mircea Paraschiv
- Alexandru Penciu (căpitan, 196?-1969)
- Motrescu Petrica
- Adrian Petrache
- Cristian Petre
- Sorin Socol
- Marius Tincu
- Ovidiu Tonița
- Radu Basalau
- Marin Mot
- Ionescu Marin
- Gelu Ignat
- Alexandru Dumitru
- Alexandru Rădulescu